# Brot e lo Vernet
Brot e Lo Vernet (en francès Broût-Vernet) és un municipi francès, situat al departament de l'Alier i a la regió d'Alvèrnia-Roine-Alps. L'any 2007 tenia 1.159 habitants.

## Demografia

### Població
El 2007 la població de fet de Brot e Lo Vernet era de 1.159 persones. Hi havia 476 famílies de les quals 140 eren unipersonals (64 homes vivint sols i 76 dones vivint soles), 160 parelles sense fills, 156 parelles amb fills i 20 famílies monoparentals amb fills.
La població ha evolucionat segons el següent gràfic:
Habitants censats

### Habitatges
El 2007 hi havia 584 habitatges, 482 eren l'habitatge principal de la família, 53 eren segones residències i 49 estaven desocupats. 559 eren cases i 21 eren apartaments. Dels 482 habitatges principals, 378 estaven ocupats pels seus propietaris, 84 estaven llogats i ocupats pels llogaters i 20 estaven cedits a títol gratuït; 4 tenien una cambra, 22 en tenien dues, 89 en tenien tres, 151 en tenien quatre i 216 en tenien cinc o més. 394 habitatges disposaven pel capbaix d'una plaça de pàrquing. A 199 habitatges hi havia un automòbil i a 230 n'hi havia dos o més.

### Piràmide de població
La piràmide de població per edats i sexe el 2009 era:
| Homes | Edats   | Dones |
| ----- | ------- | ----- |
| 4     | 95 o +  | 0     |
| 8     | 90 a 94 | 16    |
| 8     | 85 a 89 | 16    |
| 8     | 80 a 84 | 4     |
| 40    | 75 a 79 | 36    |
| 36    | 70 a 74 | 36    |
| 36    | 65 a 69 | 28    |
| 44    | 60 a 64 | 48    |
| 8     | 55 a 59 | 16    |
| 36    | 50 a 54 | 28    |
| 40    | 45 a 49 | 32    |
| 56    | 40 a 44 | 40    |
| 32    | 35 a 39 | 32    |
| 36    | 30 a 34 | 24    |
| 40    | 25 a 29 | 24    |
| 20    | 20 a 24 | 12    |
| 28    | 15 a 19 | 20    |
| 20    | 10 a 14 | 20    |
| 24    | 5 a 9   | 28    |
| 16    | 0 a 4   | 16    |

## Economia
El 2007 la població en edat de treballar era de 699 persones, 510 eren actives i 189 eren inactives. De les 510 persones actives 468 estaven ocupades (256 homes i 212 dones) i 42 estaven aturades (18 homes i 24 dones). De les 189 persones inactives 61 estaven jubilades, 57 estaven estudiant i 71 estaven classificades com a «altres inactius».

### Ingressos
El 2009 a Brot e Lo Vernet hi havia 485 unitats fiscals que integraven 1.152 persones, la mediana anual d'ingressos fiscals per persona era de 16.006 €.

### Activitats econòmiques
Dels 58 establiments que hi havia el 2007, 1 era d'una empresa extractiva, 1 d'una empresa alimentària, 1 d'una empresa de fabricació d'altres productes industrials, 11 d'empreses de construcció, 11 d'empreses de comerç i reparació d'automòbils, 3 d'empreses de transport, 6 d'empreses d'hostatgeria i restauració, 2 d'empreses financeres, 5 d'empreses immobiliàries, 4 d'empreses de serveis, 9 d'entitats de l'administració pública i 4 d'empreses classificades com a «altres activitats de serveis».
Dels 18 establiments de servei als particulars que hi havia el 2009, 1 era una oficina de correu, 1 una oficina bancària, 2 tallers de reparació d'automòbils i de material agrícola, 1 paleta, 3 guixaires pintors, 1 fusteria, 2 electricistes, 2 perruqueries, 1 veterinari, 3 restaurants i 1 agència immobiliària.
Dels 5 establiments comercials que hi havia el 2009, 1 era una botiga de menys de 120 m², 1 una fleca, 1 una carnisseria, 1 una llibreria i 1 un drogueria.
L'any 2000 a Brot e Lo Vernet hi havia 40 explotacions agrícoles que ocupaven un total de 2.016 hectàrees.

## Equipaments sanitaris i escolars
L'únic equipament sanitari que hi havia el 2009 era una farmàcia.
El 2009 hi havia 2 escoles elementals. A Brot e Lo Vernet hi havia 1 col·legi d'educació secundària i 1 liceu d'ensenyament general.

## Poblacions més properes
El següent diagrama mostra les poblacions més properes.